# Dunkelbrauner Ameisenwürger
Der Dunkelbraune Ameisenwürger (Frederickena unduliger) ist eine relativ große Ameisenvogelart, die die tropischen Wälder im Nordwesten Südamerikas bewohnt. Sie umfasste früher den weiter westlich vorkommenden Wellenameisenwürger (F. fulva) als Unterart. Die Weltnaturschutzunion stuft die Art als nicht gefährdet ein.

## Merkmale
Dunkelbraune Ameisenwürger sind große, stämmige Vertreter der Ameisenvögel, die ausgewachsen eine Größe von circa 23 cm und ein Gewicht zwischen 75 und 85 g erreichen können. Der Schwanz wirkt im Vergleich zum Körper relativ groß und wird oft in breit aufgefächerter Haltung getragen. Die Federn der Haube sind leicht verlängert und aufstellbar, werden jedoch meist eng am Kopf anliegend gehalten. Hinsichtlich der Gefiederfärbung liegt zwischen den Geschlechtern ein ausgeprägter Sexualdimorphismus vor. Männliche Exemplare zeigen am ganzen Körper eine schwarze Grundfärbung, lediglich die Schwungfedern können bei einigen Individuen leicht rötliche oder bräunliche Einschläge aufweisen. Durchzogen wird das Gefieder von einer feinen weißen bis gräulichen Bänderung, die an den Flügeln und Steuerfedern etwas breiter und ausgeprägter als am übrigen Körper ist. Lediglich im Bereich der Kehle fehlt sie meist vollständig. Weibliche Vögel sind hingegen überwiegend zimtfarben bis bräunlich gefärbt, Stirn und Haube sind etwas dunkler und tendieren eher zu orangen oder rötlichen Farbtönen. Bei ihnen findet sich dieselbe Musterung wie bei den männlichen Artgenossen, allerdings in schwarzer bis dunkelgrauer Färbung. Der Schwanz ist schwarz gefärbt, mit einer hellgrauen Bänderung und noch helleren Federspitzen. Die unbefiederten Beine und Füße sind bei beiden Geschlechtern dunkelgrau gefärbt, der kurze, kräftige Schnabel ist ebenfalls schwarz mit meist etwas heller abgesetzter Basis und Spitze. Die Farbe der Iris des Auges variiert von blassgelb bis braun, möglicherweise im Zusammenhang mit Alter oder geographischer Variation.

## Habitat und Lebensweise
Der Dunkelbraune Ameisenwürger bewohnt immergrüne, tropische oder subtropische Primärwälder im Tiefland bis auf Höhen von etwa 1100 m. Außerhalb des dichten Unterholzes werden die Vögel nur selten gesichtet. Besonders gern scheinen sie sich dabei in der Nähe kleiner Lichtungen oder Wasserläufe aufzuhalten. Auch in Dickichten aus Helikonien-Gewächsen können sie regelmäßig beobachtet werden. Dunkelbraune Ameisenwürger sind in der Regel Einzelgänger oder leben in Paaren, gemischten Schwärmen mit anderen Arten schließen sie sich nur selten und für kurze Zeit an. Die genaue Zusammensetzung der Ernährung ist unbeschrieben, besteht jedoch sehr wahrscheinlich überwiegend aus verschiedenen Insekten und anderen Wirbellosen. Die Nahrungssuche findet am Boden oder in maximal drei Metern Höhe in dichter Vegetation statt. Dabei bewegen sich die Vögel meist hüpfend fort. Zwischendurch pausieren sie und suchen mit seitlich zuckenden Schwänzen nach potenzieller Beute.

### Stimme
Dunkelbraune Ameisenwürger gelten im Vergleich zu anderen Ameisenvögeln als wenig ruffreudig. Der Gesang scheint regional leicht zu variieren, ist allerdings nur für Exemplare der Unterart F. u. diversa in größerem Umfang dokumentiert. Es handelt sich um eine Abfolge von etwa 15 bis 19 einzelnen Lauten, die innerhalb von nur circa 2,5 Sekunden vorgetragen werden. Zusammen ergeben sie einen nasalen, surrend klingenden Ruf, der Frequenz und Lautstärke zum Ende hin ansteigt. Eine andere bekannte Lautäußerung ist ein kurzes Quietschen, dem oft ein hartes tchipp folgt und das häufig wiederholt vorgetragen wird.

### Fortpflanzung
Das Fortpflanzungsverhalten der Art ist bislang nur schlecht untersucht, der einzige wissenschaftliche Bericht stammt von der Beobachtung dreier Nester in der Nähe der Umgebung des Manú-Nationalparks in der peruanischen Region Madre de Dios in den Jahren 2012 und 2013. Das Nest besteht aus dunklen Wurzelfasern von Farnen, die an zwei sich kreuzenden Ästchen zu einer tiefen, tassenförmigen Konstruktion verwoben werden. In die äußerste Schicht werden außerdem kleine grüne Blätter eingearbeitet. Die durchschnittlichen, äußeren Abmessungen der drei Nester betrugen circa 12 × 11 × 9 cm. Nach der Fertigstellung legt das Weibchen zwei weiße Eier, deren Schale mit feinen lilafarbenen Linien und Tupfern gesprenkelt ist. Ihre Größe liegt bei etwa 31 × 24 mm. Während des Tages teilen sich beide Altvögel die Bebrütung, in der Nacht brütet jedoch scheinbar nur das Weibchen. Die Inkubationszeit der Eier ist unbekannt. Die Jungvögel sind nach dem Schlüpfen zunächst noch nackt und blind, erst nach etwa vier Tagen beginnen sich die ersten Federn zu zeigen und sich die Augen zu öffnen. Die Versorgung mit Nahrung und das Hudern der Nachkommen übernehmen beide Partner gleichermaßen. Nach etwa 12 Tagen werden die Jungvögel flügge und verlassen den Nistplatz, ob sie auch danach noch einige Zeit von der Versorgung der Eltern abhängig bleiben ist jedoch unklar.

## Verbreitung und Gefährdung
Das Verbreitungsgebiet des Dunkelbraunen Ameisenwürgers liegt im nordwestlichen Südamerika und erstreckt sich in etwa vom westlichen Teil Amazoniens in Brasilien über den südlichsten Teil Kolumbiens und die östlichen Regionen Perus bis hinab nach Nordwest-Bolivien. Im Norden wird es durch den Oberlauf des Rio Negro sowie den Marañón begrenzt, während im Süden und Westen die Bergkette der Anden eine natürliche Barriere darstellt. Die Art gilt als Standvogel, der nicht saisonal migriert. Dunkelbraune Ameisenwürger gelten im gesamten Verbreitungsgebiet als eher seltene Vögel mit einer entsprechend niedrigen Populationsdichte, genaue Bestandszahlen liegen allerdings nicht vor. Der Lebensraum der Art umfasst mehrere große, ungestörte Naturschutzgebiete wie den Nationalpark Manú und die Reserva Nacional Tambopata in Peru. Da sie vom Menschen gestörtes Habitat und Sekundärwald generell zu meiden scheinen, gelten die Vögel als Indikatoren für ein ökologisch intaktes, ungestörtes Waldgebiet. Die IUCN stuft den Dunkelbraunen Ameisenwürger mit Stand 2018 auf der niedrigsten Gefährdungsstufe least concern („nicht gefährdet“) ein, jedoch den Bestand als rückläufig. Ausgehend von einem prognostizierten Habitatverlust von 5,7 bis 6,1 % durch Abholzung und einhergehender Fragmentierung der Lebensräume wird mit einem Populationsrückgang von bis zu 25 % innerhalb von drei Generationen (entspricht 16 Jahren, also bis 2034) gerechnet.

## Systematik
Der Dunkelbraune Ameisenwürger wurde 1868 von dem österreichischen Ornithologen August von Pelzeln erstbeschrieben und erhielt zunächst den binomialen Namen Thamnophilus unduliger. Charles Chubb beschrieb 1918 die neue Gattung Frederickena für den verwandten Schwarzkehl-Ameisenwürger (F. viridis) zu der in der Folge auch der Dunkelbraune Ameisenwürger als zweite Spezies gestellt wurde. Anhand relativ subtiler Unterschiede der Gefiederfärbung der Weibchen teilte John Todd Zimmer die bis dahin monotypische Art in vier Unterarten, von denen heute noch drei allgemein akzeptiert werden. Die vierte – F. u. fulva – wurde mittlerweile unter dem Namen Wellenameisenwürger in den Status einer eigenen Art erhoben, begründet vor allem durch Abweichungen beim Gesang und anderen Lautäußerungen. Allerdings gilt auch der Status der übrigen Unterarten als nicht gesichert, vor allem da Zimmers Beschreibungen jeweils nur wenige weibliche Exemplare zu Grunde lagen.
- F. u. unduliger (Pelzeln, 1868) – Die Nominatform bewohnt den Norden des Verbreitungsgebiets in Nord-Amazonien und dem südlichen Kolumbien.[3]
- F. u. diversa Zimmer, 1944 – West-Amazonien und Ost-Peru sowie Nordwesten Boliviens.[3] Weibchen sind allgemein etwas blasser gefärbt als solche der Nominatform.[8]
- F. u. pallida Zimmer, 1944 – Östlicher Teil des Verbreitungsgebiets in Brasilien rund um den Oberlauf des Rio Purus sowie möglicherweise auch marginal jenseits der Grenze zu Bolivien.[3] Noch blasser gefärbt als F. u. diversa, den Weibchen fehlt die dunkle Musterung an Mantel und Unterseite vollständig.[8]